# Prosopocera angolensis
Prosopocera angolensis es una especie de escarabajo longicornio del género Prosopocera, categorizada en la tribu Prosopocerini, de la subfamilia Lamiinae. Fue descrita por Quedenfeldt en 1885.

## Descripción
Mide 21-31 mm de longitud.

## Distribución
Se distribuye por Angola, Camerún, Costa de Marfil, Gabón, Kenia, República Centroafricana, República Democrática del Congo, Tanzania, Togo y Zambia.